# Odontopodisma albanica
Odontopodisma albanica är en insektsart som beskrevs av Willy Adolf Theodor Ramme 1951. Odontopodisma albanica ingår i släktet Odontopodisma och familjen gräshoppor. Inga underarter finns listade i Catalogue of Life.